# Windows Live Mail
Windows Live Mail（以前稱為Windows Live Mail Desktop）是一個的電子郵件用戶端，屬於微軟Windows Live系列的產品之一，是Windows XP上的Outlook Express和Windows Vista上的Windows Mail後繼版本。它包含了Windows Mail上原有的功能和特性，並整合了存取Windows Live Hotmail網路Web介面的功能。
它包含於Windows Live程式集內。

## 外部連結
- Windows Live Mail （页面存档备份，存于）

1. ↑  . （原始内容存档于2022年3月11日）.
2. ↑  . 2017年1月11日.